# Bukov (Hořovičky)
Bukov (Duits: Muckhof) is een Tsjechische plaats in de gemeente Hořovičky in de regio Midden-Bohemen en maakt deel uit van het district Rakovník. Het dorp ligt op 2 km afstand van Hořovičky.
Bukov telt 50 inwoners (2021).

## Geschiedenis
De eerste schriftelĳke vermelding van Hokov dateert van 1386, toen het dorp toebehoorde aan Thomas van Bukov. Ergens vóór 1395 werd Záviš van Šprymberk eigenaar van het dorp. Na zĳn overlĳden erfde diens weduwe Keruše het en vervolgens Jan van Šprymberk. Die verkocht het dorp in 1412 aan Bavor van Měcholupy. In 1424 was voor het eerst sprake van een fort in het dorp, die bewoond werd door deeleigenaar Aleš Saska. Het andere deel van het dorp behoorde toe aan Zbranimír van Mrtníka.
Tijdens de Hussietenoorlogen kozen beiden de kant van de Hussieten, waarna het dorp in 1432 geplunderd werd door het leger van Pilsen. Het fort werd niet herbouwd. In 1483 behoorde het dorp toe aan de eigenaar van Petrograd, Burian II van Gutštejn.
Sinds 2003 is Bukov onderdeel van de gemeente Hořovičky.